# Irene Colomar i Costa
Irene Colomar Costa (Eivissa, 18 d'abril de 1986) és una karateka eivissenca.
Va guanyar una medalla de bronze en kumite de menys de 68 kg al Campionat Europeu de Karate de 2009 a Zagreb, als Jocs Mediterranis de 2009 a Pescara i al Campionat del Món de Karate de 2010 a Belgrad. L’any següent guanyà la medalla de plata a la mateixa categoria al Campionat Europeu de Karate de 2011 a Zúric.
Va guanyar una medalla de bronze al Campionat Europeu de Karate 2015 a Istanbul, en kumite de menys de 61 kg. El mateix any anuncià la seva retirada de la competició esportiva.
A més d’haver-se dedicat al karate, és diplomada en educació primària.